# Арутюнов Сергій Гевондович
Арутюнов Сергій Гевондович — радянський вугільник, Герой Соціалістичної Праці, керуючий тресту «Добропіллявугілля».

## Біографія
Народився в Мари, Туркменістан. Перед війною вступив до Донецького індустріального інституту. Як і для багатьох студентів у ті роки, довелося поміняти студентський костюм на шинель. Правда, відразу на фронт не потрапив — навчався у військовому училищі, але потім брав участь в боях. Був механіком-водієм важкого танка на 1-му Білоруському фронті.
Після закінчення війни ще два роки служив у Німеччині, а потім знову продовжив навчання в Донецьку. Після випуску з інституту Сергій Гевондович став працювати на одній з вугільних шахт на Сахаліні.
Швидко пройшов шлях від начальника дільниці до начальника шахти, а 1955 року був направлений на навчання в Академію вугільної промисловості в Москві. Продовжив трудову діяльність у Макіївці, де спочатку очолив шахту, а потім три роки працював керуючим (тобто, генеральним директором) трестом «Червоногвардійськвугілля».
У 1963 році призначений керуючим новоутвореного тресту «Добропіллявугілля», в який входили нинішні шахти «Добропільська», «Алмазна», «Білицька», «Білозерська», «Піонер», «ВОДЯНСЬКЕ» № 1 та № 2, збагачувальні фабрики «Добропільська» і «Жовтнева». Саме в 60-ті роки XX століття Добропілля стало бурхливо розвиватися, навіть отримавши в 1966 році статус міста обласного підпорядкування.
З ініціативи Сергія Гевондовича в 1967 році був побудований спорткомплекс, який зараз має його ім'я. Наступного року була запущена тролейбусна лінія, що зв'язала шахту № 17-18 ім. РККА з центром міста. Це була всього лише друга лінія в Донецькій області, а Добропілля стало найменшим містом у світі, в якому курсував тролейбус. А ще міський парк, дитячий табір «Донець» у Святогір'я. Об'єкти соцсфери, житлові будинки будувалися в Добропіллі, Білозерському, Білицькому, селищах Новодонецьке і Водянське. Але головним все ж залишалося гірнича справа. Ось що згадує Євген Григорович Аралов, який сам згодом довгі роки керував об'єднанням «Добропіллявугілля»:- Розуміючи, що майбутнє за механізацією процесу вуглевидобутку, Арутюнов Сергій Гевондович домагався впровадження механізованих комплексів на шахтах Добропілля. Вони тоді тільки стали випускатися, і досягти того, щоб комплекси з'явилися у нас, коштувало чималих зусиль. Підвищився рівень вуглевидобутку — значить, варто було підвищувати й рівень прохідницьких робіт. А разом з цим підвищувалася і кваліфікація наших гірників, росло їх майстерність. І недарма в один рік з Арутюновим звання Героя Соціалістичної Праці отримав і ГРОЗ шахти № 17-18 ім. РККА І. К. Єрмольчук. Сталося це в 1966 році. За видатні досягнення у праці Сергій Гевондович Арутюнов, керуючий трестом «Добропіллявугілля», був відзначений високого звання Герой Соціалістичної праці. А через чотири роки, в ході чергової реорганізації вугільної галузі, трест був ліквідований, а вугільні підприємства Добропілля, які на вильоті десятиліття поповнилися ще двома новобудовами, «Новодонецької» і «Червоноармійській», а також однойменної збагачувальної фабрикою, були приєднані до тресту «Красноармійськвугілля». Сергій Гевондович Арутюнов очолив дирекцію споруджуваних підприємств у Донецьку, і багато побудовані в області об'єкти різноманітного призначення — теж його дітище. Він не поривав зв'язків з Добропілля, а вдячні земляки надали йому звання Почесного жителя міста.
Помер 11 травня 1995 року.

## Нагороди та звання
- Орден Червоної Зірки
- Герой Соціалістичної Праці (1965)
- Орден Леніна (1965)
- Орден Вітчизняної Війни II ступеня
- Орден Трудового Червоного Прапора (29 квітня 1984)